# Жанабет (Актогайський район)
Жанабе́т (каз. Жаңабет) — село у складі Актогайського району Павлодарської області Казахстану. Входить до складу Муткеновського сільського округу.
Населення — 354 особи (2021; 404 у 2009, 459 у 1999, 448 у 1989).
Національний склад станом на 1989 рік:
- казахи — 100 %.